# Thức ăn bổ sung
Thức ăn bổ sung (Tiếng Anh: feed additive) là một chất hoặc hợp chất hữu cơ ở dạng tự nhiên hay tổng hợp dùng để bổ sung lượng nhỏ một số chất như khoáng, vitamin, amino acid thiết yếu, hương liệu... vào thức ăn của vật nuôi nhằm cân đối dinh dưỡng trong khẩu phần ăn, cải thiện năng suất, chất lượng sản phẩm và nâng cao hiệu quả chăn nuôi.

## Vai trò của thức ăn bổ sung
Thức ăn bổ sung giúp:
- Tăng nồng độ dinh dưỡng của khẩu phần ăn của vật nuôi; sinh trưởng của động vật nuôi tăng lên khi tăng nồng độ năng lượng và lysine trong khẩu phần.
- Nâng cao khả năng tiêu hoá hấp thu của con vật bằng cách sử dụng các enzyme bổ sung vào thức ăn. Các enzyme thường sử dụng vào thức ăn: enzyme amylase, maltase, protease (phân giải tinh bột, đường maltose, protein). Người chăn nuôi thường sử dụng các enzyme phân giải xylose và beta-glucan (có nhiều trong lúa my, đại mạch) để tăng tỷ lệ hấp thu các chất dinh dưỡng. Enzyme phytase cũng đang được dùng phổ biến có tác dụng giải phóng phosphor khỏi phytat có nhiều trong các hạt ngũ cốc và phụ phẩm.
- Thay đổi độ axit của ruột và cân bằng các chất điện giải bằng cách đưa axit hữu cơ vào thức ăn cho lợn con và cho cả gà. Hai nhóm axit hữu cơ được sử dụng làm thức ăn bổ sung. Nhóm 1 gồm các axit: fumaric, xitric, malic và lactic có tác dụng hạ thấp độ pH ở dạ dày, giảm vi khuẩn gây bệnh ở đường tiêu hoá. Nhóm 2 bao gồm axit formic, axetic, propionic, sorbic... ngoài giảm thấp độ pH dạ dày còn diệt được vi khuẩn gram âm gây ỉa chảy.
- Sử dụng chất probiodic (chất phụ sinh) và prebiodic (chất tiền sinh). Probiodic là những vi khuẩn sống, khi vào đường tiêu hoá của động vật, những vi khuẩn này có khả năng hạn chế tối đa ảnh hưởng có hại của các vi khuẩn gây bệnh. Các vi khuẩn probiodic thường được đưa vào thức ăn: Lactobacilus, Enterococuccus, Pediococcus, Pediococcus, Bacillus và các chủng nấm men thuộc loài Sacharomyces cerevisiae. Probiodic ngăn chặn vi khuẩn gây bệnh sử dụng chất dinh dưỡng để sản sinh chất độc, chúng kích thích đường tiêu hoá sản sinh enzyme, nâng cao khả năng tiêu hoá thức ăn. Probiodic có tác dụng kích thích đáp ứng miễn dịch, tăng khả năng chống bệnh của con vật. Bổ sung probiodic trong thức ăn có tác dụng làm con vật khoẻ mạnh, tăng khả năng sinh trưởng. Tuy nhiên, cơ chế tác động của những vi khuẩn probiodic đến nay cũng chưa được làm sáng tỏ. Prebiodic là những chất hỗ trợ cho vi khuẩn có lợi, hạn chế vi khuẩn có hại, cải thiện cân bằng vi khuẩn trong đường tiêu hoá, hạn chế vi khuẩn E. coli, Samonella..., cải thiện hệ miễm dịch của tế bào vách ruột, kích thích tăng trưởng và tăng hiệu quả sử dụng thức ăn.
- Hỗ trợ hệ thống miễn dịch bằng cách sử dụng những thức ăn cung cấp globin miễn dịch hay kháng thể cung cấo cho con vật trong những thời kỳ khủng hoảng như thời kỳ cai sữa ở lợn.
- Sử dụng các chất kháng khuẩn thảo mộc như tỏi, gừng, hồi, quế, hạt tiêu, ớt, bạc hà. Tinh dầu của các thảo mộc này có tác dụng diệt khuẩn rất hiệu quả và có thể thay thế kháng sinh trong chăn nuôi.

Sử dụng thức ăn bổ sung ngày càng tăng nhằm đảm bảo an toàn thực phẩm, nâng cao tính cạnh tranh của sản phẩm chăn nuôi, nhất là các sản phẩm xuất khẩu đối với ngành chăn nuôi ở nhiều quốc gia.

## Một số loại thức ăn bổ sung

### Thức ăn bổ sungVitamin
Vitamin là vi chất dinh dưỡng cần thiết cho mọi hoạt động của cơ thể, đây là một hợp chất hữu cơ không năng lượng và nhu cầu của cơ thể động vật chỉ cần một lượng nhỏ cho sự tăng trưởng và sinh sản bình thường. Vitamin được chia thành 2 nhóm là: vitamin tan trong dầu (A, D, E và K) và vitamin tan trong nước (các vitamin nhóm B và C). Tất cả các loại vitamin cơ thể động vật không thể tự tổng hợp được mà phải lấy từ thức ăn. Tuy nhiên, trong điều kiện chăn nuôi tập trung hiện nay việc sử dụng thức ăn hỗn hợp hoàn chỉnh tất cả các vitamin đều dễ bị mất hoạt tính trong quá trình chế biến, bảo quản dẫn đến cơ thể thiếu và cần được bổ sung.

### Thức ăn bổ sung khoáng
Chức năng của các khoáng chất đối với cơ thể động vật là cực kỳ đa dạng. Chúng bao gồm các chức năng cấu tạo ở một số tế bào cho tới hàng loạt các chức năng điều hoà ở các tế bào khác trong cơ thể. Nhu cầu khẩu phần của vật nuôi, nhất là ở lợn rất cần một số khoáng chất bao gồm: Calci, Phosphor, Clo, Iod, Đồng, Sắt, Magnesi, Mangan, kali, selen, natri, Lưu huỳnh và Kẽm. Coban là chất rất cần cho việc tổng hợp Vitamin B12. Trong chăn nuôi lợn theo phương pháp công nghiệp cần được bổ sung đầy đủ các khoáng chất vào thức ăn. Cần chú ý một số khoáng như: Arsenic, Cadmium, Antimony, Fluorine, Chì, Thủy ngân có thể gây độc cho lợn.
Có 10 nguyên tố khoáng thường xuyên cần bổ sung vào thức ăn chăn nuôi công nghiệp, có thể chia thành 2 nhóm dựa vào số lượng:
- Khoáng đa lượng gồm có Calcium, Phospho, Sodium, Chlorine
- Khoáng vi lượng gồm có: Sắt, Kẽm, Iod, selen, đồng, mangan

### Bổ sung kháng sinh
Trong chăn nuôi, kháng sinh được dùng để chữa bệnh và cũng được dùng như một chất kích thích tăng trưởng theo con đường bổ sung vào thức ăn. Kháng sinh bổ sung vào thức ăn chăn nuôi có tác dụng ức chế và loại bỏ sự hoạt động của vi khuẩn bệnh, đặc biệt vi khuẩn gây bệnh đường tiêu hóa và hô hấp trên động vật non, nhờ vậy làm cho chúng khỏe mạnh, tăng trưởng tốt (cải thiện 4-16% tốc độ tăng trưởng và 2-7% hiệu suất lợi dụng thức ăn).
Tuy nhiên, sử dụng kháng sinh như một chất kích thích tăng trưởng hiện nay đã bị cấm ở nhiều nước do nó gây hiện tượng tồn dư kháng sinh trong cơ thể lợn và vấn đề kháng kháng sinh (gọi tắt là kháng thuốc). Như vậy trong chăn nuôi chỉ nên sử dụng những kháng sinh được pháp luật cho phép và sử dụng theo đúng liều lượng và thời gian quy định đối với từng loại kháng sinh.
Để thay thế kháng sinh bổ sung vào thức ăn chăn nuôi, các nước có nền chăn nuôi tiên tiến đã áp dụng các biện pháp sau: 
- Bổ sung acid hữu cơ vào thức ăn.
- Bổ sung enzyme thức ăn.
- Bổ sung các chế phẩm trợ sinh (probiodic) và tiền sinh (prebiodic).
- Bổ sung các chế phẩm giàu kháng thể.
- Sử dụng kháng sinh thảo dược.[1]

### Bổ sung hóc môn
Hormon là những chất hữu cơ, được sản xuất với lượng rất nhỏ bởi những tế bào đặc biệt. Hormon kiểm soát không những quá trình chuyển hóa mà cả nhiều chức phận khác như sự phát triển của tế bào và mô, hoạt động của tim, huyết áp, chức phận thận, sự co bóp của dạ dày, ruột, bài tiết enzyme tiêu hóa, bài tiết sữa và hệ thống sinh sản. Hiện nay trong chăn nuôi một số hormon đã bị cấm sử dụng vì tồn dư của hormon trong thực phẩm gây rối loạn cân bằng hormon cơ thể thậm chí gây ung thư cho người, hormon thải ra từ cơ thể con vật còn gây ô nhiễm nguồn nước, có hại cho động vật thủy sinh. Tuy nhiên một số loại hormon vẫn được sử dụng như Somatotropin cho lợn (PST: Porcine Somatotropin): hormon này do thuỳ trước tuyến yên của lợn tiết ra. Tiêm PST cho lợn nái tiết sữa, lợn sản xuất nhiều sữa hơn, lợn cai sữa nặng cân hơn, lợn vỗ béo lớn nhanh hơn và tỷ lệ nạc thân thịt cao hơn và một vài loại hormon khác.

### Bổ sung axit hữu cơ
Một trong những biện pháp để thay thế kháng sinh trong chăn nuôi là sử dụng Axit hữu cơ, enzyme và các chế phẩm sinh học
Vi khuẩn gây bệnh như E.coli, Samonella sống và hoạt động ở pH ≥ 4; vi khuẩn có lợi như Lactobacillus hay Bifidobacterium sống và hoạt động ở pH ≤ 3,5. Sử dụng các acid hữu cơ để đưa pH dịch tiêu hóa xuống ≤ 3,5 thì có lợi cho hoạt động và phát triển của vi khuẩn có lợi và ức chế được vi khuẩn có hại.
Acid hữu cơ thường dùng là acid lactic, formic, fumaric, butyric...; các acid hữu cơ này bổ sung vào thức ăn hạ thấp được pH của dịch dạ dày và dịch ruột, nhưng không ăn mòn niêm mạc ống tiêu hóa (có loại acid hữu cơ còn bảo vệ và kích thích sự phát triển của niêm mạc ruột, đó là acid butyric). Các trại chăn nuôi lợn ở châu Âu hiện nay đang coi việc sử dụng acid hữu cơ là một biện pháp quan trọng để thay thế kháng sinh.

### Enzyme
Bổ sung các enzyme tạo ra bằng con đường công nghệ vi sinh (celllulase, beta-glucanase, xylanase, mannanase...) nhằm phân giải các polysaccharid cấu tạo vách tế bào thực vật, tạo điều kiện cho các enzyme nội sinh (protease, amylase, lipase tiết ra từ ống tiêu hóa) tiếp cận với các chất hữu cơ bên trong tế bào chất đã làm tăng được tỷ lệ tiêu hóa hấp thu thức ăn, từ đó giúp cơ thể con vật có thêm chất dinh dưỡng để tăng năng suất sản phẩm cũng như tăng cường sức khỏe để chống bệnh.

### Chế phẩm sinh học
Các chế phẩm probiodic là các vi khuẩn có lợi còn sống, các chế phẩm prebiodic là các chất dinh dưỡng (chủ yếu là các oligosaccharide như manan-oligosaccharide, fructo- oligosaccharide...) cung cấp năng lượng cho vi khuẩn probiodic. Các chế phẩm probiodic và prebiodic vừa có tác dụng ức chế sự phát triển của vi khuẩn bệnh trong ống tiêu hóa vừa tăng cường hệ thống miễn dịch của ruột cũng đang được dùng bổ sung vào thức ăn chăn nuôi, đặc biệt là thức ăn thủy sản để thay thế kháng sinh.
Các chế phẩm cung cấp kháng thể như bột huyết tương, bột trứng gà... chứa các kháng thể có thể loại bỏ các vi khuẩn bệnh ở đường ruột, ngăn ngừa được rối loạn tiêu hóa. Lợn con mới đẻ cho đến 4 tuần tuổi không thể tự sản sinh kháng thể để chống bệnh, chúng phải trông cậy vào nguồn kháng thể của sữa mẹ. Tuy nhiên nguồn kháng thể này thường không đáp ứng đủ nhu cầu và như vậy việc bổ sung các chế phẩm giàu kháng thể là cần thiết, nhất là khi kháng sinh không được đưa vào thức ăn.

### Chất tạo màu, mùi vị
Độ ngon của thức ăn bao gồm những chỉ tiêu thuộc về bản chất dinh dưỡng của thức ăn, sự cân đối về năng lượng, protein - amino acid, vitamin, khoáng chất và cũng phụ thuộc vào những tính chất cảm quan như màu, mùi, vị, độ cứng, mềm, độ sáng của thức ăn. Để tăng độ ngon của thức ăn thuộc tính chất cảm quan ngưởi ta bổ sung vào thức ăn một số chất sau:
- Hương liệu: vani, tinh dầu thảo dược, hương hoa quả, hương sữa, hương tanh...Hương sữa được bổ sung vào thức ăn cho lợn con tập ăn, hương tanh được bổ sung cho lợn các giai đoạn khác làm tăng lượng thức ăn tiêu thụ của lợn một cách rõ rệt. |Ngoài ra mùi thơm của thức ăn đã chế biến như mùi đỗ tương rang, hạt ngũ cốc nấu chín, hấp chín cũng có tác dụng kích thích tính thèm ăn của con vật. Ngược lại mùi khét, mốc lại ức chế tính thèm ăn của con vật.
- Vị tố: vị ngọt của đường, vị mặn của muối, vị chua của axit hữu cơ cũng được sử dụng để làm tăng độ ngon của thức ăn đặc biệt thức ăn cho lợn con.

### Chất hỗ trợ chức năng miễn dịch
Lợn con khi sinh ra sẽ nhận được kháng thể từ mẹ qua sữa đầu, Trong một vài trường hợp việc tiết sữa đầu của con mẹ bị hạn chế làm giảm nguồn kháng thể và tăng nguy cơ nhiễm bẹnh cho lợn con. Để hỗ trợ năng lục miễn dịch cho lợn con lúc mới sinh thì việc dùng các chế phẩm là cần thiết. Các chế phẩm kháng thể đang được sử dụng là kháng thể bột trứng gà, niêm mạc ruột lợn thủy phân, plasma động vật dạng đun khô, peptide kháng khuẩn của lợn...